# Auufer
Auufer est une commune allemande du Schleswig-Holstein, située dans l'arrondissement de Steinburg (Kreis Steinburg), à quatre kilomètres au sud-ouest de la ville de Kellinghusen. Auufer est l'une des onze communes de l'Amt Breitenburg dont le siège est à Breitenburg.